# KV58
KV58, acrònim de l'anglès King's Valley, és una tomba egípcia de l'anomenada Vall dels Reis, situada a la riba oest del riu Nil, a l'altura de la moderna ciutat de Luxor. És un dels sepulcres que coneguts i més imprecisament datats de tota la necròpolis tebana. Va ser descoberta en 1909 per Ernest Harold Jones, finançat per Théodore Monroe Davis, que va començar immediatament les primeres excavacions. Aquesta tomba també és coneguda com la tomba del carro.
Alguns especialistes pensen que era l'amagatall per l'aixovar funerari d'Ay, penúltim faraó de la dinastia XVIII, que va ser enterrat en la tomba KV23. Com la KV54, és un pou d'embalsamament al qual es va traslladar part de l'aixovar d'Ay després del saqueig de la seva tomba.
Consta d'un pou d'entrada i d'un petit passadís que porta a una càmera. La tomba no té cap decoració i s'estén sobre una longitud total de set metres. A la cambra, Jones va trobar gran quantitat de botons i adornaments d'or, probablement pertanyent a l'arnès d'un carro, que porta els noms de Tutankamon i Ay.